# Campeonato Alagoano 2002
In 2002 werd het 72ste Campeonato Alagoano gespeeld voor voetbalclubs uit de Braziliaanse staat Alagoas. De competitie werd georganiseerd door de Federação Alagoana de Futebol en werd gespeeld van 24 februari tot 29 juni. CRB werd de kampioen.

## Eerste fase
CRB en CSA deden niet mee aan de eerste fase door hun deelname aan de Copa do Nordeste. 
| Plaats | Club                 | Wed. | W | G | V | Saldo | Ptn. |
| ------ | -------------------- | ---- | - | - | - | ----- | ---- |
| 1.     | Murici               | 10   | 5 | 5 | 0 | 18:10 | 20   |
| 2.     | Corinthians Alagoano | 10   | 5 | 4 | 1 | 23:12 | 19   |
| 3.     | ASA                  | 10   | 3 | 4 | 3 | 19:20 | 13   |
| 4.     | Bom Jesus            | 10   | 3 | 4 | 3 | 13:18 | 13   |
| 5.     | Capela               | 10   | 2 | 3 | 5 | 11:13 | 9    |
| 6.     | Penedense            | 10   | 1 | 2 | 7 | 9:20  | 5    |

|  | Geplaatst voor finalegroep |

## Tweede fase
| Plaats | Club                 | Wed. | W | G | V | Saldo | Ptn. |
| ------ | -------------------- | ---- | - | - | - | ----- | ---- |
| 1.     | CRB                  | 14   | 8 | 3 | 3 | 28:12 | 27   |
| 2.     | CSA                  | 14   | 7 | 4 | 3 | 26:15 | 25   |
| 3.     | ASA                  | 14   | 7 | 2 | 5 | 17:16 | 23   |
| 4.     | Bom Jesus            | 13   | 5 | 3 | 5 | 14:21 | 18   |
| 5.     | Capela               | 13   | 5 | 2 | 6 | 17:19 | 17   |
| 6.     | Corinthians Alagoano | 14   | 4 | 5 | 5 | 16:15 | 17   |
| 7.     | Penedense            | 13   | 3 | 4 | 6 | 12:18 | 13   |
| 8.     | Murici               | 13   | 3 | 1 | 9 | 15:29 | 10   |

|  | Geplaatst voor finalegroep |

## Finalegroep
| Plaats | Club                 | Wed. | W | G | V | Saldo | Ptn. |
| ------ | -------------------- | ---- | - | - | - | ----- | ---- |
| 1.     | CRB                  | 6    | 5 | 1 | 0 | 10:4  | 16   |
| 2.     | CSA                  | 6    | 3 | 1 | 2 | 7:5   | 10   |
| 3.     | Murici               | 6    | 0 | 2 | 3 | 4:8   | 2    |
| 4.     | Corinthians Alagoano | 6    | 0 | 2 | 3 | 4:9   | 2    |

|  | Kampioen |

## Kampioen
| Campeonato Alagoano de 2002 |
| Alagoas                     |
| --------------------------- |
| CRB Kampioen (25° titel)    |